# Quantitative Infra Red Thermography Journal
Quantitative Infra Red Thermography Journal is een internationaal, aan collegiale toetsing onderworpen wetenschappelijk tijdschrift op het gebied van de natuurkunde.